# Protonuraghe Brunku Madagui

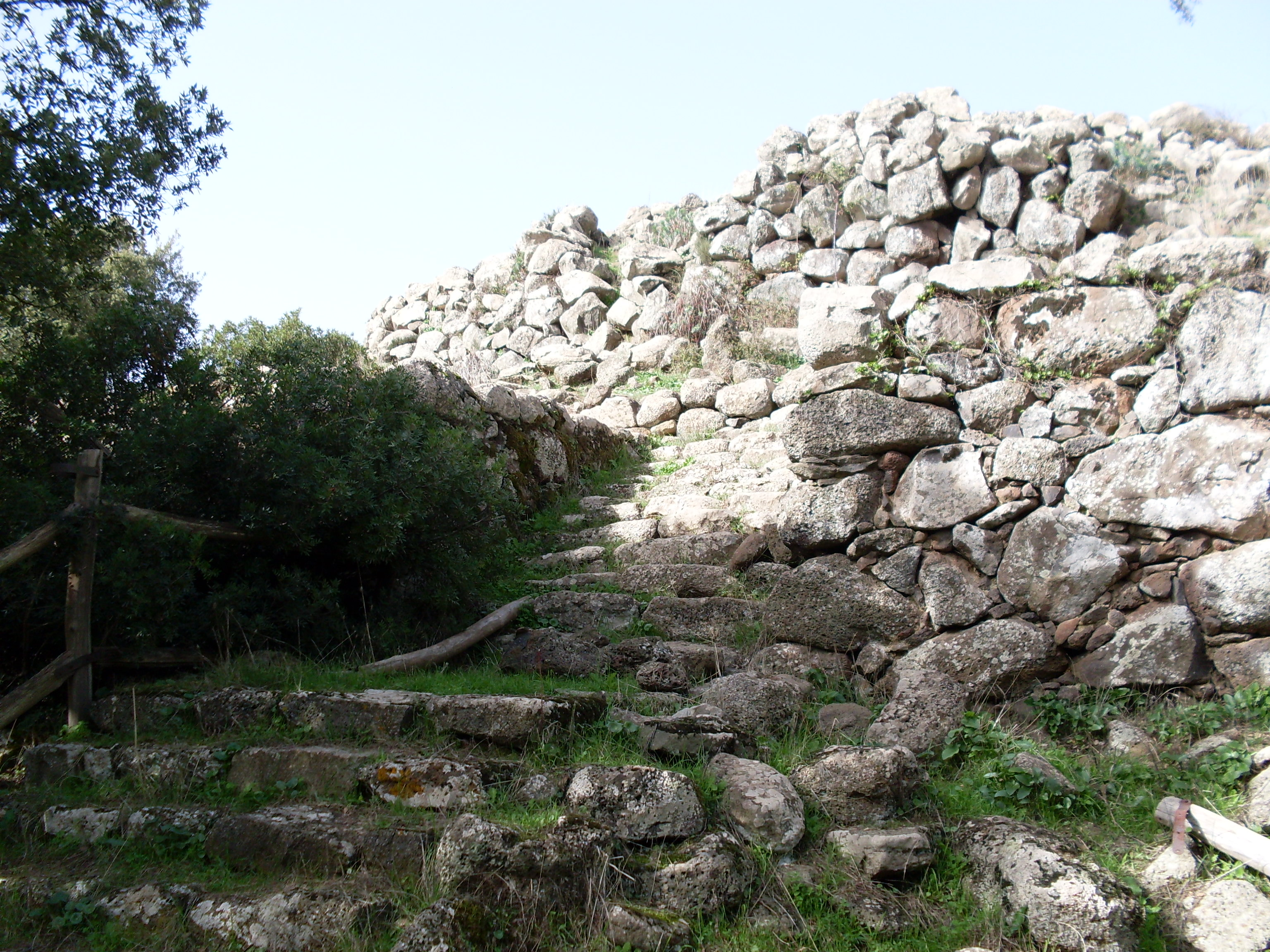
Die Nuraghe

Die Protonuraghe Brunku Madagui (auch Bruncu Madugui bzw. Brunku Madìli) ist eine sardischer Proto- oder Korridornuraghe (italienisch Nuraghe a corridoio). Sie liegt auf der Giara di Gesturi, 4,5 km vom Ort Gesturi. Korkreste datieren ihn auf 1820 v. Chr. und machen ihn damit zu einem der ältesten Nuraghen der Bonnanaro-Kultur, dem Vorläufer der Nuraghenkultur.

## Beschreibung

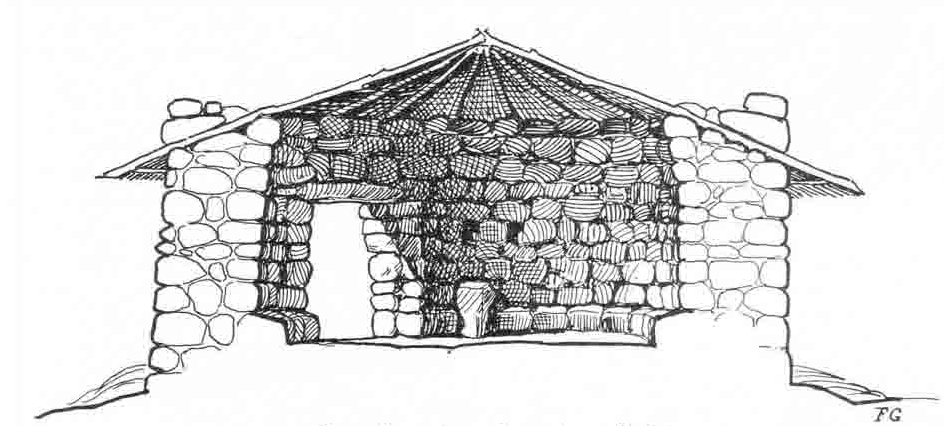
Rekonstruktion einer Rundhütte

Die Nuraghe besteht aus einer früher etwa 4,5 m hohen, unregelmäßig geformten Steinterrasse von etwa 28,0 × 16,0 m². Die stark geböschten Wände bestehen aus großen polygonalen Blöcken. Noch erkennbar ist der Treppenanfang zur Terrasse. Auf ihr liegen die Grundmauern zweier runder Räume, die mit einem Dach aus lehmverstrichenen Zweigen gedeckt waren.
Durch die Nuraghe führt ein gebogener Gang mit mittiger, runder Zelle und seitlichen Nischen.
Nuraghen dieser Art entstanden früher als die klassischen Tholosnuraghen. Sie verfügen zumeist nicht über falsche Gewölbe, sondern über interne teils verzweigte Gänge mit seitlichen Nischen. Anders als in den meisten Kuppelnuraghen sind die Korridore oben nicht spitzbogig, mit großen Steinplatten gedeckt. Die Nuraghen haben in der Regel sehr dicke Mauern und eine unregelmäßige Form. Ein weiteres Merkmal ist eine Plattform bzw. Terrasse, die den Protonuraghen bedeckt.
Um den Nuraghen befinden sich die Reste eines Dorfes, bestehend aus etwa einem Dutzend Rundhütten (italienisch Capanna Circulare). Der Protonuraghe und die umliegende Nuraghensiedlung aus dem späten 2. Jahrtausend v. Chr. wurden in den Parco Archeologico einbezogen.

## Zeitstellung
Die etwa 300 Protonuraghen auf Sardinien entstanden während der Phase B der zweiphasigen Bonnanaro-Kultur, die als Nachfolger der sowohl megalithischen als auch kupferzeitlichen Monte-Claro-Kultur etwa zwischen 1800 und 1500 v. Chr. herrschte.